# Dơi quạ đeo kính
Dơi quạ đeo kính (danh pháp hai phần: Pteropus conspicillatus) là một loài động vật có vú trong họ Dơi quạ, bộ Dơi. Loài này được Gould mô tả năm 1849.
Loài dơi này sống ở khu vực phía đông bắc của Úc Queensland. Nó cũng được tìm thấy trong New Guinea và hải đảo bao gồm đảo Woodlark, đảo Alcester, Kiriwina, Halmahera.
Dơi quạ đeo kính đã được liệt kê như là một loài bị đe dọa theo Đạo luật Bảo vệ Môi trường và Bảo tồn đa dạng sinh học năm 1999. Chúng được coi là dễ bị tổn thương do một sự suy giảm đáng kể về số lượng do kết quả của việc mất nơi sống  và các điểm cắm trại tách biệt. Người ta cũng ghi nhận rằng loài dơi đeo kính bay lướt qua bề mặt nước để uống và bị cá sấu bắt
Chiều dài đầu và thân 22–24 cm, tay trước dài 157–181 mm, trọng lượng 400–1000 g.

## Hình ảnh

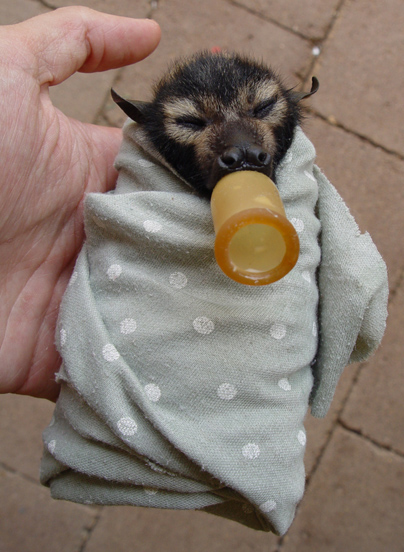
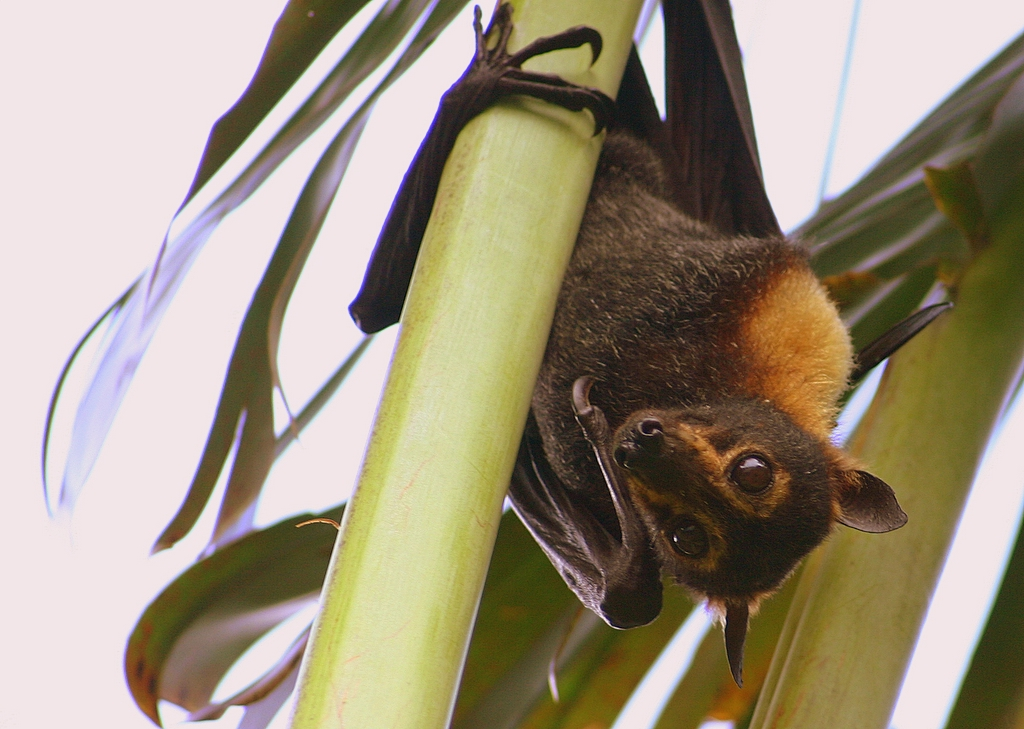
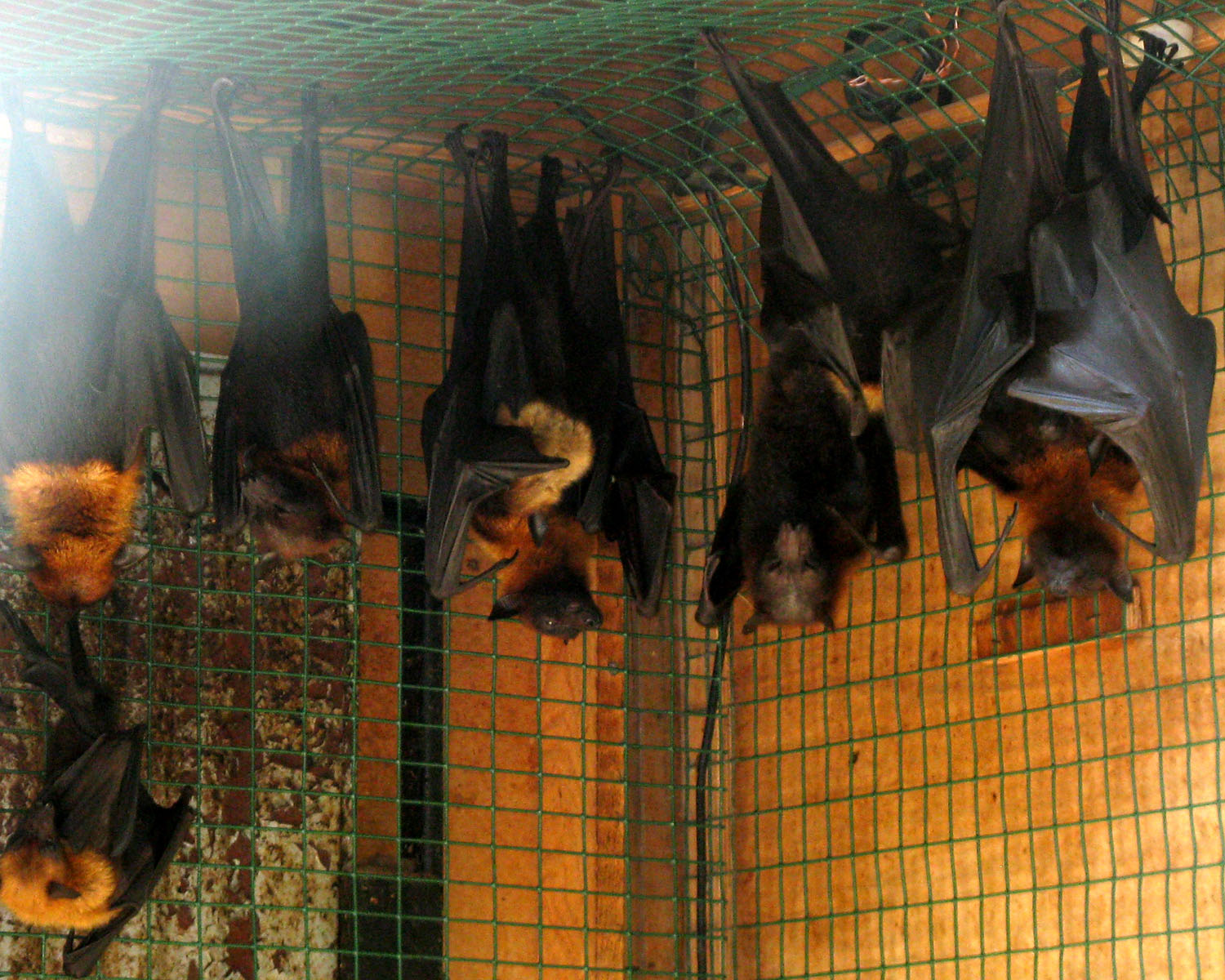
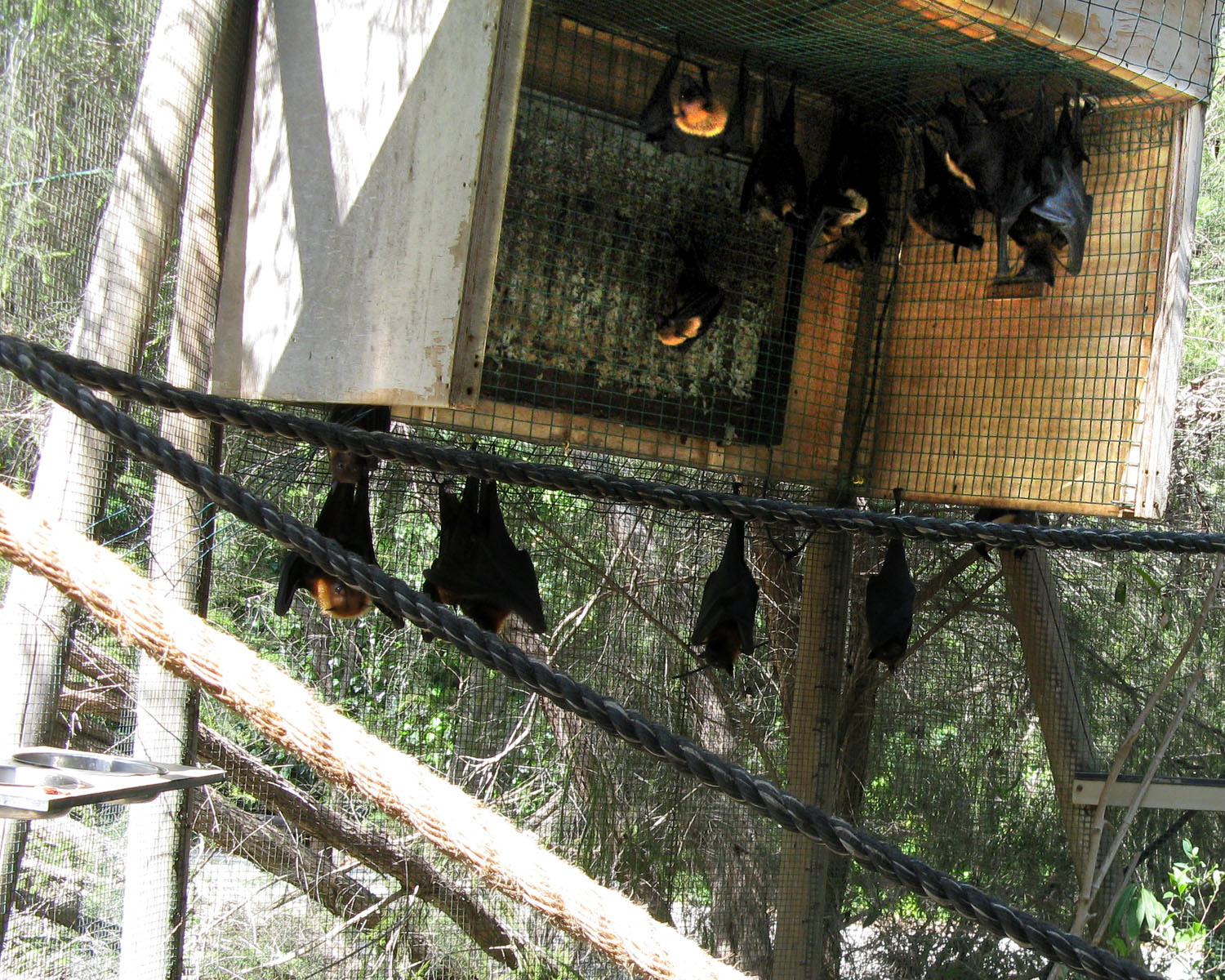